# Hawkenbury (Maidstone)
Hawkenbury – wieś w Anglii, w hrabstwie Kent, w dystrykcie Maidstone. Leży 12 km na południowy wschód od miasta Maidstone i 63 km na południowy wschód od centrum Londynu.